# Liste der Monuments historiques in Vaux-sur-Mer
Die Liste der Monuments historiques in Vaux-sur-Mer führt die Monuments historiques in der französischen Gemeinde Vaux-sur-Mer auf.

## Liste der Bauwerke
| Bezeichnung       | Beschreibung              | Standort | Kennzeichnung | Schutzstatus | Datum | Bild           |
| ----------------- | ------------------------- | -------- | ------------- | ------------ | ----- | -------------- |
| Kirche St-Étienne | Erbaut im 12. Jahrhundert | (Lage)   | PA00105295    | Classé       | 1913  | weitere Bilder |
| Friedhof          |                           | (Lage)   | PA00105294    | Classé       | 1936  | weitere Bilder |

## Liste der Objekte
| Bezeichnung                                    | Beschreibung                     | Standort                        | Kennzeichnung | Schutzstatus | Datum | Bild |
| ---------------------------------------------- | -------------------------------- | ------------------------------- | ------------- | ------------ | ----- | ---- |
| Grabplatte für den Abbé Lalion (oder Lalionus) | Stein, 1618                      | in der Kirche St-Étienne (Lage) | PM17001483    | Inscrit      | 1988  |      |
| Glocke                                         | Bronze, 1638 gegossen            | in der Kirche St-Étienne (Lage) | PM17001883    | Inscrit      | 1999  |      |
| Skulptur Madonna mit Kind                      | Holz, vergoldet, 18. Jahrhundert | in der Kirche St-Étienne (Lage) | PM17001484    | Inscrit      | 1985  |      |
| Glocke                                         | Bronze, 1638 gegossen            | in der Kirche St-Étienne (Lage) | PM17001729    | Inscrit      | 1992  |      |